# آرون روسی
آرون روسی (انگلیسی: Aaron Rossi؛ زادهٔ ۶ دسامبر ۱۹۸۰) طبل‌زن اهل ایالات متحده آمریکا است. وی از سال ۲۰۰۰ میلادی تاکنون مشغول فعالیت بوده است.